# Ганкелева матриця
Ганкелева матриця — квадратна матриця, у якої на всіх діагоналях, перпендикулярних головній, стоять рівні елементи.
{\displaystyle A={\begin{pmatrix}a_{1}&a_{2}&a_{3}&\cdots &a_{n}\\a_{2}&a_{3}&a_{4}&\cdots &a_{n+1}\\a_{3}&a_{4}&a_{5}&\cdots &a_{n+2}\\\vdots &\vdots &\vdots &\ddots &\vdots \\a_{n}&a_{n+1}&a_{n+2}&\cdots &a_{2n-1}\end{pmatrix}}}
Ганкелеві матриці повністю визначаються елементами {\displaystyle a_{1}}, {\displaystyle a_{2}}, …, {\displaystyle a_{2n-1}}. Ці елементи називаються твірними ганкелевої матриці.
Ганкелева матриця є симетричною матрицею.

## Приклади
{\displaystyle E_{2}={\begin{pmatrix}1&0\\0&1\end{pmatrix}}}
{\displaystyle {\begin{pmatrix}1&2&3&4&5\\2&3&4&5&6\\3&4&5&6&7\\4&5&6&7&8\\5&6&7&8&9\end{pmatrix}}}

## СЛАРз Ганкелевою матрицею
Для вирішення систем лінійних рівнянь з ганкелевою матрицею застосовують алгоритм Тренча, що має трудомісткість О(n²).